# Décès en octobre 2014
Décès
- 2010
- 2011
- 2012
- 2013
- 2014
- 2015
- 2016
- 2017
- 2018

Pour une information complémentaire, voir la page d'aide.

.
| Date        | Nom                                  | Activités                                                                                         | Âge      | Source |
| ----------- | ------------------------------------ | ------------------------------------------------------------------------------------------------- | -------- | ------ |
| 1er octobre | Manuel Hernández                     | Artiste peintre colombien.                                                                        | 86       | (es)   |
| 1er octobre | Shlomo Lahat                         | Officier de l'ADI et homme politique israélien, maire de Tel Aviv (1974-1993).                    | 86       | (en)   |
| 1er octobre | Ronald McKinnon                      | Économiste américain.                                                                             | 79       | (en)   |
| 1er octobre | Lynsey de Paul                       | Chanteuse britannique.                                                                            | 66       | (en)   |
| 1er octobre | Charlie Paulk                        | Basketteur américain.                                                                             | 68       | (en)   |
| 2 octobre   | Fyodor Bogdanovsky                   | Haltérophile soviétique, champion aux Jeux olympiques d'été de 1956.                              | 84       | (ru)   |
| 2 octobre   | André Buffière                       | Basketteur français, médaillé d'argent aux Jeux olympiques d'été de 1948.                         | 91       |        |
| 2 octobre   | Arkady Joukovsky                     | Historien ukrainien.                                                                              | 92       |        |
| 2 octobre   | Eduardo Kucharski                    | Joueur et entraîneur de Basketball espagnol.                                                      | 89       | (es)   |
| 2 octobre   | Pedro Peña                           | Acteur espagnol.                                                                                  | 88       |        |
| 2 octobre   | Jacques Thollot                      | Batteur et compositeur français de jazz.                                                          | 67       |        |
| 3 octobre   | Bernard Dupuy                        | Prêtre catholique dominicain français.                                                            | 89       |        |
| 3 octobre   | Benedict Groeschel (en)              | Moine franciscain, prêtre catholique, écrivain, psychologue et animateur de télévision américain. | 81       | (en)   |
| 3 octobre   | Alan Henning                         | Travailleur humanitaire britannique, assassiné par des extrémistes islamistes.                    | 47       |        |
| 3 octobre   | Arthur Magakian                      | Gymnaste français.                                                                                | 88       |        |
| 3 octobre   | Jean-Jacques Marcel                  | Footballeur français.                                                                             | 83       |        |
| 3 octobre   | Ward Ruyslinck                       | Écrivain belge.                                                                                   | 85       | (nl)   |
| 4 octobre   | Konrad Boehmer                       | Compositeur germano-néerlandais.                                                                  | 73       | (en)   |
| 4 octobre   | Hugo Carvana                         | Acteur brésilien.                                                                                 | 77       | (pt)   |
| 4 octobre   | Jean-Claude Duvalier                 | Dictateur haïtien (1971-1986).                                                                    | 63       |        |
| 4 octobre   | Micheline Pelzer                     | Batteuse de jazz belge.                                                                           | 64       |        |
| 4 octobre   | Fiodor Tcherenkov                    | Footballeur soviétique et russe, médaillé de bronze aux Jeux olympiques d'été de 1980.            | 55       | (ru)   |
| 4 octobre   | Georges Walter                       | Écrivain français.                                                                                | 93       |        |
| 5 octobre   | David Chavchavadze                   | Prince géorgien, écrivain et officier américain.                                                  | 90       | (en)   |
| 5 octobre   | Andrea De Cesaris                    | Pilote automobile italien.                                                                        | 55       |        |
| 5 octobre   | Anna-Maria Gherardi                  | Actrice italienne.                                                                                | 74       | (it)   |
| 5 octobre   | Göte Hagström                        | Athlète suédois, médaillé de bronze aux Jeux olympiques d'été de 1948.                            | 96       | (sv)   |
| 5 octobre   | Geoffrey Holder                      | Acteur, chorégraphe, metteur en scène, danseur, artiste peintre et chanteur trinidadien.          | 84       | (en)   |
| 5 octobre   | Arin Mirkan                          | Membre de l'Unités de protection de la femme                                                      | ?        |        |
| 5 octobre   | Misty Upham                          | Actrice américaine.                                                                               | 32       | (en)   |
| 5 octobre   | Iouri Lioubimov                      | Acteur russe et metteur en scène de théâtre.                                                      | 97       |        |
| 6 octobre   | Feridun Buğeker                      | Footballeur turc.                                                                                 | 81       | (tr)   |
| 6 octobre   | Marc Galabru                         | Médecin, comédien et écrivain français.                                                           | 85       |        |
| 6 octobre   | Igor Mitoraj                         | Sculpteur polonais.                                                                               | 70       | (it)   |
| 6 octobre   | Marian Seldes                        | Actrice américaine.                                                                               | 86       | (en)   |
| 6 octobre   | Serhiy Zakarlyuka                    | Footballeur ukrainien.                                                                            | 38       | (ru)   |
| 7 octobre   | Walter Bockmayer                     | Réalisateur, scénariste et acteur allemand.                                                       | 66       | (de)   |
| 7 octobre   | Daniel Hadorn                        | Avocat suisse.                                                                                    | 53       | (de)   |
| 7 octobre   | Siegfried Lenz                       | Écrivain allemand.                                                                                | 88       |        |
| 8 octobre   | Jean-François Calvé                  | Acteur français.                                                                                  | 89       |        |
| 8 octobre   | Angelo Mottola                       | Prélat catholique italien, nonce apostolique émérite au Monténégro (en).                          | 79       | (en)   |
| 8 octobre   | Zilpha Keatley Snyder                | Écrivaine américaine pour la jeunesse.                                                            | 87       | (en)   |
| 9 octobre   | Henning Bjerregaard                  | Footballeur danois.                                                                               | 87       |        |
| 9 octobre   | John Patrick Boles (en)              | Prélat catholique américain, évêque auxiliaire émérite de Boston.                                 | 84       | (en)   |
| 9 octobre   | Jan Hooks                            | Actrice américaine.                                                                               | 57       | (en)   |
| 9 octobre   | Rita Shane                           | Soprano coloratura américaine.                                                                    | 78       | (en)   |
| 9 octobre   | Victor Winding                       | Acteur britannique.                                                                               | 85       |        |
| 10 octobre  | Jean-Marie Houdoux                   | Concepteur et producteur d'émissions de radio français.                                           | 84       |        |
| 10 octobre  | Valeri Karpov                        | Hockeyeur sur glace russe.                                                                        | 43       | (ru)   |
| 10 octobre  | Lari Ketner                          | Basketteur américain.                                                                             | 37       | (en)   |
| 10 octobre  | Ioánnis Kharalambópoulos             | Homme politique grec.                                                                             | 95       | (en)   |
| 10 octobre  | Pavel Landovský                      | Acteur, dramaturge et dissident tchèque.                                                          | 78       |        |
| 11 octobre  | Anita Cerquetti                      | Soprano italienne.                                                                                | 83       |        |
| 11 octobre  | Brian Lemon                          | Pianiste et arrangeur de jazz britannique.                                                        | 77       | (en)   |
| 11 octobre  | Carmelo Simeone                      | Footballeur argentin.                                                                             | 80       | (es)   |
| 12 octobre  | Mark Bell                            | Réalisateur artistique de musique électronique britannique.                                       | 43       |        |
| 12 octobre  | Eleanor Kish                         | Artiste américano-canadienne en paléoart.                                                         | 90       |        |
| 12 octobre  | Gabriel Richet                       | Néphrologue français.                                                                             | 97       |        |
| 12 octobre  | Roberto Telch                        | Footballeur argentin.                                                                             | 70       | (es)   |
| 12 octobre  | Nouri Zorgati                        | Ingénieur, statisticien, économiste et homme politique tunisien.                                  | 77       |        |
| 13 octobre  | Patricia Carson                      | Historienne et auteure belge, d'origine anglaise.                                                 | 85       | (nl)   |
| 13 octobre  | Jean Dautremay                       | Acteur et metteur en scène français.                                                              | 72       |        |
| 13 octobre  | Ali Mazrui                           | Universitaire kényan.                                                                             | 81       | (en)   |
| 13 octobre  | Elizabeth Norment                    | Actrice américaine.                                                                               | 61       |        |
| 13 octobre  | José Hernán Sánchez Porras           | Prélat catholique vénézuélien.                                                                    | 70       | (es)   |
| 13 octobre  | Pontus Segerström                    | Footballeur suédois.                                                                              | 33       | (it)   |
| 13 octobre  | Maurice Verdeun                      | Coureur cycliste français.                                                                        | 85       |        |
| 14 octobre  | Milton Bass                          | Écrivain américain.                                                                               | 91       | (en)   |
| 14 octobre  | Dogan Gures                          | Général et homme politique turc, chef d'état-major des Forces armées turques (1990-1994).         | 88       |        |
| 14 octobre  | Jean-Claude Lefebvre                 | Coureur cycliste français.                                                                        | 81       |        |
| 14 octobre  | Leonard Liggio                       | Professeur et historien américain.                                                                | 81       | (en)   |
| 14 octobre  | Elizabeth Peña                       | Actrice américaine.                                                                               | 55       | (en)   |
| 15 octobre  | João Corso (en)                      | Prélat catholique salésien brésilien.                                                             | 86       | (en)   |
| 15 octobre  | Marie Dubois                         | Actrice française.                                                                                | 77       |        |
| 15 octobre  | Jiří Reynek (cs)                     | Graphiste, poète et traducteur tchèque.                                                           | 85       | (en)   |
| 16 octobre  | Ioánnis Charalambópoulos             | Homme politique grec.                                                                             | 95       | (el)   |
| 16 octobre  | Franzjosef Maier                     | Violoniste et chef d'orchestre allemand.                                                          | 82       | (en)   |
| 16 octobre  | John Spencer-Churchill               | Homme politique britannique.                                                                      | 88       | (en)   |
| 17 octobre  | Gero Bisanz                          | Entraîneur allemand de football.                                                                  | 78       | (de)   |
| 17 octobre  | Claude Brodin                        | Escrimeur français, médaillé de bronze, JO 1964.                                                  | 80       |        |
| 17 octobre  | Masaru Emoto                         | Auteur japonais.                                                                                  | 71       | (en)   |
| 17 octobre  | Dominique Forlini                    | Coureur cycliste français.                                                                        | 90       | (en)   |
| 17 octobre  | José Luis Lobato                     | Homme politique mexicain.                                                                         | 76       | (es)   |
| 17 octobre  | Daisuke Oku                          | Footballeur japonais.                                                                             | 38       | (ja)   |
| 18 octobre  | Rachel Makinson                      | Scientifique australienne.                                                                        | 97       | (en)   |
| 18 octobre  | Claude Ollier                        | Écrivain français.                                                                                | 91       |        |
| 18 octobre  | Jean-Pierre Vuillomenet              | Écrivain voyageur suisse.                                                                         | 77       |        |
| 18 octobre  | Paul Walsh (en)                      | Prélat catholique américain.                                                                      | 77       | (en)   |
| 18 octobre  | Gloria Casarez                       | Féministe lesbienne américaine.                                                                   | 42       |        |
| 19 octobre  | Roland Cattin                        | Inventeur, fondateur et cadre français de Time Sport.                                             | 65       |        |
| 19 octobre  | Tim Hauser (en)                      | Chanteur américain du groupe The Manhattan Transfer.                                              | 72       |        |
| 19 octobre  | John Holt                            | Chanteur jamaïcain.                                                                               | 67       | (en)   |
| 19 octobre  | Étienne Mourrut                      | Homme politique français.                                                                         | 74       |        |
| 19 octobre  | Gerard Parkes                        | Acteur canadien d'origine irlandaise.                                                             | 90       | (en)   |
| 19 octobre  | Stephen Paulus                       | Compositeur américain.                                                                            | 65       | (en)   |
| 19 octobre  | Raphael Ravenscroft                  | Saxophoniste britannique.                                                                         | 60       | (en)   |
| 19 octobre  | Miloslava Rezková                    | Athlète tchèque, championne olympique, saut en hauteur, 1968.                                     | 64       |        |
| 20 octobre  | Ox Baker (en)                        | Catcheur et acteur américain.                                                                     | 80       | (en)   |
| 20 octobre  | Lynda Bellingham                     | Actrice britannique d'origine canadienne.                                                         | 66       | (en)   |
| 20 octobre  | Gerd Bonk                            | Haltérophile est-allemand.                                                                        | 63       |        |
| 20 octobre  | René Burri                           | Photographe suisse.                                                                               | 81       |        |
| 20 octobre  | Lilli Carati                         | Actrice italienne.                                                                                | 58       | (it)   |
| 20 octobre  | L.M. Kit Carson                      | Acteur, scénariste et producteur de films américain.                                              | 73       | (en)   |
| 20 octobre  | Maria Lambour                        | Centenaire française bigoudène.                                                                   | 103      |        |
| 20 octobre  | Christophe de Margerie               | Cadre français, PDG de Total.                                                                     | 63       |        |
| 20 octobre  | Oscar de la Renta                    | Styliste dominicain.                                                                              | 82       |        |
| 20 octobre  | Nicolas Skorsky                      | Compositeur et producteur de musique français.                                                    | 62       |        |
| 21 octobre  | Benjamin Bradlee                     | Journaliste américain.                                                                            | 93       |        |
| 21 octobre  | Carl-Johan Franck                    | Footballeur suédois.                                                                              | 92       | (sv)   |
| 21 octobre  | Nelson Bunker Hunt                   | Homme d'affaires américain.                                                                       | 88       | (en)   |
| 21 octobre  | André-Jean Lafaurie                  | Journaliste sportif, écrivain et scénariste français.                                             | 65       |        |
| 21 octobre  | Mohammad Reza Mahdavi-Kani           | Homme politique iranien.                                                                          | 83       | (en)   |
| 21 octobre  | Kré Mbaye                            | Peintre sénégalais.                                                                               | 65       |        |
| 21 octobre  | Rudolf Schmid                        | Lugeur autrichien, médaillé de bronze aux Jeux olympiques d'hiver de 1976.                        | 63       | (de)   |
| 21 octobre  | Gough Whitlam                        | Homme politique australien, Premier ministre (1972-1975).                                         | 98       | (en)   |
| 22 octobre  | Pierre Aubry                         | Homme politique français.                                                                         | 83       |        |
| 22 octobre  | Nelson Bunker Hunt                   | Homme d'affaires américain, magnat du pétrole.                                                    | 88       | (en)   |
| 22 octobre  | Elizabeth Forbes                     | Musicologue et critique musicale britannique.                                                     | 90       | (en)   |
| 22 octobre  | Rinat Safin                          | Biathlète soviétique puis russe, champion aux Jeux olympiques d'hiver de 1972.                    | 74       | (ru)   |
| 22 octobre  | Jorge Siles Salinas                  | Historien et diplomate bolivien.                                                                  | 87       | (es)   |
| 23 octobre  | Ghulam Azam                          | Leader islamiste et homme politique bangladais dissident.                                         | 91       | (en)   |
| 23 octobre  | Christopher Falzone                  | Pianiste américain.                                                                               | 29       |        |
| 23 octobre  | Frank Mankiewicz                     | Journaliste américain.                                                                            | 90       | (en)   |
| 23 octobre  | Paul Nabor                           | Musicien bélizien.                                                                                | 86       | (en)   |
| 23 octobre  | Ramiro Pinilla                       | Écrivain espagnol.                                                                                | 91       | (es)   |
| 23 octobre  | André Piters                         | Footballeur belge.                                                                                | 83       |        |
| 23 octobre  | Tullio Regge                         | Physicien italien.                                                                                | 83       | (it)   |
| 23 octobre  | Alvin Stardust                       | Chanteur britannique.                                                                             | 72       |        |
| 24 octobre  | Vic Ash                              | Clarinettiste, saxophoniste et chef d'orchestre de jazz britannique.                              | 84       | (en)   |
| 24 octobre  | Roberto Drago                        | Footballeur péruvien.                                                                             | 91       | (es)   |
| 24 octobre  | Sepp Gneißl                          | Acteur pornographique allemand.                                                                   | 79       | (de)   |
| 24 octobre  | Mbulaeni Mulaudzi                    | Athlète sud-africain, médaillé d'argent aux Jeux olympiques d'été de 2004.                        | 34       | (en)   |
| 24 octobre  | Marcia Strassman                     | Actrice américaine.                                                                               | 66       |        |
| 24 octobre  | Johanna Weber                        | Mathématicienne et aérodynamicienne                                                               | 104      |        |
| 25 octobre  | David Armstrong                      | Photographe américain.                                                                            | 60       | (en)   |
| 25 octobre  | Jack Bruce                           | Musicien, chanteur et compositeur britannique.                                                    | 71       | (en)   |
| 25 octobre  | Jean-Michel Coulon                   | Peintre français.                                                                                 | 94       |        |
| 25 octobre  | Peter Baptist Tadamarō Ishigami (de) | Prélat catholique japonais.                                                                       | 93       | (en)   |
| 25 octobre  | Reyhaneh Jabbari                     | Femme iranienne condamnée à mort.                                                                 | 26       | (en)   |
| 25 octobre  | Carlos Morales Troncoso              | Homme politique dominicain.                                                                       | 74       | (es)   |
| 26 octobre  | Genpei Akasegawa                     | Artiste plasticien et écrivain japonais.                                                          | 77       | (en)   |
| 26 octobre  | Antoine Berge                        | Compositeur et joueur de pipeau français (Bonne nuit les petits).                                 | 87       |        |
| 26 octobre  | Françoise Bertin                     | Actrice française.                                                                                | 89       |        |
| 26 octobre  | Senzo Meyiwa                         | Footballeur sud-africain.                                                                         | 30       | (en)   |
| 26 octobre  | Manuel Revollo Crespo                | Prélat catholique bolivien.                                                                       | 89       | (es)   |
| 26 octobre  | Oscar Taveras                        | Joueur dominicano-canadien de baseball.                                                           | 22       | (en)   |
| 26 octobre  | Antonio Terenghi                     | Dessinateur italien de bande dessinée.                                                            | 92       | (it)   |
| 26 octobre  | Setsuko Yoshida                      | Joueuse japonaise de volley-ball.                                                                 | 71       | (ja)   |
| 27 octobre  | Daniel Boulanger                     | Écrivain français.                                                                                | 92       |        |
| 27 octobre  | Jacques Jouve                        | Homme politique français.                                                                         | 82       |        |
| 27 octobre  | Bob Kenney                           | Basketteur américain.                                                                             | 83       | (en)   |
| 27 octobre  | Leif Skiöld                          | Footballeur et hockeyeur sur glace suédois.                                                       | 79       | (sv)   |
| 27 octobre  | Reidar Sundby                        | Footballeur et entraîneur norvégien.                                                              | 88       | (en)   |
| 28 octobre  | Mansour Hobeika                      | Prélat catholique libanais, membre de l'Église maronite.                                          | 81       |        |
| 28 octobre  | Manzanares                           | Matador espagnol.                                                                                 | 61       |        |
| 28 octobre  | Michael Sata                         | Homme politique zambien, Président (2011-2014).                                                   | 77       | (en)   |
| 29 octobre  | Michel Corajoud                      | Paysagiste français.                                                                              | 77       |        |
| 29 octobre  | Frank Domínguez                      | Auteur de chansons et pianiste cubain.                                                            | 87       | (es)   |
| 29 octobre  | Rainer Hasler                        | Footballeur liechtensteinois.                                                                     | 56       | (en)   |
| 29 octobre  | Klas Ingesson                        | Footballeur suédois.                                                                              | 46       |        |
| 29 octobre  | Christopher J. Turner                | Diplomate britannique, gouverneur des îles Turques-et-Caïques (1982-1987).                        | 81       | (en)   |
| 30 octobre  | Renée Asherson                       | Actrice britannique.                                                                              | 99       | (en)   |
| 30 octobre  | Thomas Menino                        | Homme politique américain, maire de Boston (1993-2014).                                           | 71       | (en)   |
| 30 octobre  | Xavier de Villepin                   | Sénateur français.                                                                                | 88       |        |
| 31 octobre  | Aden Robleh Awaleh                   | Homme politique djiboutien.                                                                       | 72 ou 73 |        |
| 31 octobre  | Brad Halsey                          | Lanceur américain de baseball.                                                                    | 33       | (en)   |
| 31 octobre  | Jean Gillibert                       | Psychiatre, psychanalyste, poète, traducteur, dramaturge, metteur en scène et comédien français.  | 89       | (fr)   |
| 31 octobre  | Sofron Mudry (uk)                    | Prélat catholique ukrainien, membre de l'Église grecque-catholique ukrainienne.                   | 90       | (uk)   |
| 31 octobre  | Patrick Partridge                    | Arbitre britannique de football.                                                                  | 81       | (en)   |
| 31 octobre  | Jean-Pierre Roy                      | Lanceur québécois de baseball puis commentateur.                                                  | 94       |        |
| 31 octobre  | Marc Wiel                            | Urbaniste français.                                                                               | 74       |        |